# Narathura wanda
Narathura wanda är en fjärilsart som beskrevs av Evans 1957. Narathura wanda ingår i släktet Narathura och familjen juvelvingar. Inga underarter finns listade i Catalogue of Life.